# Mats Thelin
Mats Gunnar Thelin (* 30. März 1961 in Stockholm) ist ein ehemaliger schwedischer Eishockeyspieler, der in seiner aktiven Zeit von 1980 bis 1994 unter anderem für die Boston Bruins in der National Hockey League gespielt hat.

## Karriere
Mats Thelin begann seine Karriere als Eishockeyspieler bei AIK Solna, für dessen Profimannschaft er zunächst von 1980 bis 1984 in der Elitserien, der höchsten schwedischen Spielklasse, aktiv war. Mit AIK gewann er in den Spielzeiten 1981/82 und 1983/84 jeweils den schwedischen Meistertitel. In seiner Zeit bei AIK wurde der Verteidiger im NHL Entry Draft 1981 in der siebten Runde als insgesamt 140. Spieler von den Boston Bruins ausgewählt. Für die Boston Bruins spielte er von 1984 bis 1987 in der National Hockey League, konnte sich dort jedoch nie vollends durchsetzen. Zudem bestritt er während seiner Zeit in Nordamerika zwei Spiele für Bostons Farmteam Moncton Golden Flames in der American Hockey League.
Zur Saison 1987/88 kehrte der Linksschütze zu AIK Solna in die Elitserien zurück. In der Saison 1992/93 musste er mit seiner Mannschaft den Abstieg in die damals noch zweitklassige Division 1 hinnehmen. In der folgenden Spielzeit gelang ihm mit AIK jedoch bereits der direkte Wiederaufstieg in die Elitserien. Anschließend beendete er seine Karriere im Alter von 33 Jahren.

### International
Für Schweden nahm Thelin an den Weltmeisterschaften 1982 und 1983 teil. Zudem stand er im Aufgebot seines Landes bei den Olympischen Winterspielen 1984 in Sarajevo sowie 1984 beim Canada Cup.

## Erfolge und Auszeichnungen
- 1982 Schwedischer Meister mit AIK Solna
- 1984 Schwedischer Meister mit AIK Solna
- 1994 Aufstieg in die Elitserien mit AIK Solna

### International
- 1984 Bronzemedaille bei den Olympischen Winterspielen
- 1984 Silbermedaille beim Canada Cup